# センチメンタルドロップキック〜GALAXY SUMMER OH! MY JULIET〜
『センチメンタルドロップキック〜GALAXY SUMMER OH! MY JULIET〜』は、宇宙戦隊NOIZインディーズラストシングル。2008年8月6日発売。

## 概要
- PVにはゴー☆ジャスが出演している。

## 収録曲
1. センチメンタルドロップキック～GALAXY SUMMER OH! MY JULIET～
初回版にPVが同封。
2. ELEGANT ELEPHANT